# Mancha Solar AR-1618
La Mancha Solar AR-1618 es un grupo de manchas solares detectadas por la sonda espacial SOHO del proyecto conjunto ESA/NASA y que pasó de ser apenas visible en la superficie del Sol el 20 de noviembre de 2012 a enormes oscurecimientos con un tamaño diez veces al de la Tierra. La mancha liberó llamaradas de clase M, pero la NOAA aseguró que podría emitir fuertes ráfagas de clase X. La nube de partículas viajó a una velocidad de 754 km/s. El observatorio espacial STEREO de la NASA captó, el 20 de noviembre, dos eyecciones de masa coronal provocadas por la misma mancha, por lo que existe un 65% de posibilidad de que se formen auroras en altas latitudes. El 21 de noviembre a las 10:30 EST (1530 GMT) el SWPC pronosticó un incremento de la actividad potencial en los próximos días, por lo que podrían haberse visto afectadas por la interferencia de la tormenta geomagnética las señales vía satélite, el GPS y los sistemas eléctricos terrestres.